# Nena (kontinent)
Nena je název pradávného superkontinentu, který se utvořil v dobách prekambria (asi před 1,8 miliardy let), a to z jader dávných kontinentů (kratónů) jménem Baltika, Arktika a Východní Antarktika (dnes tvoří větší část podkladu Antarktidy). Superkontinent potom zanikl asi o 700 milionů let později připojením k ještě větší pevnině zvané Kolumbie. 

## Název a historie
Nena (nebo také Nuna) je akronym, vycházejí z anglického jména pro severní Evropu (North Europe) a Severní Ameriku (North America). V době existence tohoto superkontinentu vznikl obří impaktní kráter Sudbury na území dnešního kanadského Ontaria. V této době také zřejmě vznikají první mnohobuněčné organismy a výrazně stoupá množství kyslíku v zemské atmosféře.